# Kalle Westerlund
Kalle Westerlund (Helsinki, 22 settembre 1897 – Helsinki, 11 febbraio 1972) è stato un lottatore finlandese, specializzato nella lotta greco-romana.

## Palmarès

### Olimpiadi
- 1 medaglia:
  - 1 bronzo (Parigi 1924 nella lotta greco-romana, pesi leggeri)